# Berūshkhvārān
Berūshkhvārān (persiska: بروشخواران) är en ort i Iran.   Den ligger i provinsen Västazarbaijan, i den nordvästra delen av landet, 700 km väster om huvudstaden Teheran. Berūshkhvārān ligger 2 395 meter över havet och antalet invånare är 785.
Terrängen runt Berūshkhvārān är huvudsakligen kuperad, men västerut är den bergig. Runt Berūshkhvārān är det ganska tätbefolkat, med 83 invånare per kvadratkilometer. Berūshkhvārān är det största samhället i trakten. Trakten runt Berūshkhvārān består i huvudsak av gräsmarker.